# Jordanoleiopus abyssinicus
Jordanoleiopus abyssinicus là một loài bọ cánh cứng trong họ Cerambycidae.